# 久代氏
久代氏（くしろし、くしろうじ）は、日本の氏族。備後国の大豪族、宮氏族、藤原氏北家房前の後裔が著名である。

## 概要
鎌倉時代、源実朝卿に随い大和国宇陀郡を領有していた宮利吉の母が和田義盛の娘であった為、宮利吉は建保元年、和田合戦に参戦敗軍後、備後国奴可郡久代村に蟄居した。宮利吉の長子、景英が久代村に要害を築き久代名字を名乗ったのが久代氏の始祖である。
久代宮氏第二代久代景英（宮左兵衛尉、久代備後守）、第三代久代利成（久代監物）、第四代久代息成（久代小藤太、室は山名伊豆守時氏の娘氏清の妹）、第五代久代景行（久代宮内少輔）、第六代久代景友（久代上総、前司、備後守、景高）、第七代久代高盛（宮上総守）と続き、久代高盛の時に始祖の名字宮を名乗り、再び宮氏へと続いていく。